# 2020-as labdarúgó-Európa-bajnokság (pótselejtezők)
A 2020-as labdarúgó-Európa-bajnokság pótselejtezője döntött arról az utolsó négy csapatról, amelyek a 2020-as labdarúgó-Európa-bajnokságra kijutnak. A pótselejtezőben 16 csapat vett részt, amelyeket a 2018–2019-es UEFA Nemzetek Ligája összesített rangsorolása döntött el. A 16 csapat négy ágra került, mindegyik ágra négy csapat. Egyenes kieséses rendszerben két elődöntőt és egy döntőt játszottak. Mindegyik ágról egy csapat jutott ki az Eb-re.

## Formátum
A 16 csapat a 2018–2019-es UEFA Nemzetek Ligája összesített rangsorolása alapján jutott kvótához. A csapatokat négy ágra osztották, mindegyik ágon négy csapat szerepelt, mindegyik ágról egy csapat jutott ki az Eb-re.

### Csapatok
A 16 csapat a következő szabályok alapján kapott kvótát a pótselejtezőre, a D ligából indulva az A ligáig:
1. Az összes lehetséges csoportgyőztes
2. Ha egy csoportgyőztes már kijutott az Eb-re a selejtezőn, akkor helyette az ugyanabban a ligában az a legmagasabban rangsorolt csapat kapta a kvótát, amely nem jutott ki az Eb-re.
3. Ha egy ligából kevesebb mint négy csapat kapott kvótát, akkor a liga szabad kvótáit a Nemzetek Ligája összesített rangsora alapján kapta egy csapat:
  1. Ha a ligában csoportgyőztes kapott kvótát, akkor a Nemzetek Ligája összesített rangsorában soron következő, lejjebb lévő liga csapata kapta a kvótát.
  2. Ha a ligában már nincs csoportgyőztes, akkor a Nemzetek Ligája összesített rangsorában soron következő csapat kapta a kvótát.

### Ágak
A 16 kvótát kapott csapatot négy ágra osztották. Egy csoportgyőztes nem játszhatott egy magasabb ligában lévő csapattal. A D ligától az A ligáig, alulról felfelé töltötték fel a négy ágat:
1. Egy ág az azonos ligából érkező négy csapatból állt.
2. Ha több mint négy csapat jutott kvótához ugyanabból a ligából, akkor a csoportgyőztesek automatikusan a saját ligájuk ágára kerültek. Más esetben sorsolás döntött arról, hogy mely csapatok maradtak az adott liga ágán.
3. A maradék csapatokat a feljebb lévő ligák ágaira sorsolták.

További feltételeket alkalmazhattak, beleértve kiemelési elveket, és tekintettel arra, hogy az Eb rendezői külön ágra is sorsolhatók voltak.

### Párosítások és szabályok
Mindegyik ág egyenes kieséses rendszerű. Két elődöntőből, és egy döntőből állt. Az 1. helyen rangsorolt csapat fogadta a 4. helyen rangsorolt csapatot és a 2. helyen rangsorolt csapat fogadta a 3. helyen rangsorolt csapatot. A döntők helyszíneit az elődöntők párosításaiból sorsolták 2019. november 22-én.
A továbbjutásról, illetve a döntőben a győztesről egy-egy mérkőzés döntött. Döntetlen esetén a rendes játékidő után 30 perc hosszabbítást játszottak, ha ezután is döntetlen maradt az eredmény, akkor büntetőpárbaj következett. A hosszabbításban további egy cserelehetőség volt.

## Résztvevők
A csapatok kiválasztásának eljárása döntötte el, hogy a szabályok alapján mely 16 csapat játszhatott pótselejtezőt. A kékkel jelzett csapatok voltak a pótselejtezősök.
| Hely. | Csapat           |
| ----- | ---------------- |
| 1. CS | Portugália       |
| 2. CS | Hollandia[R]     |
| 3. CS | Anglia[R]        |
| 4. CS | Svájc            |
| 5.    | Belgium          |
| 6.    | Franciaország    |
| 7.    | Spanyolország[R] |
| 8.    | Olaszország[R]   |
| 9.    | Horvátország     |
| 10.   | Lengyelország    |
| 11.   | Németország[R]   |
| 12.   | Izland           |

| Hely.  | Csapat              |
| ------ | ------------------- |
| 13. CS | Bosznia-Hercegovina |
| 14. CS | Ukrajna             |
| 15. CS | Dánia[R]            |
| 16. CS | Svédország          |
| 17.    | Oroszország[R]      |
| 18.    | Ausztria            |
| 19.    | Wales               |
| 20.    | Csehország          |
| 21.    | Szlovákia           |
| 22.    | Törökország         |
| 23.    | Írország[R]         |
| 24.    | Észak-Írország      |

| Hely.  | Csapat          |
| ------ | --------------- |
| 25. CS | Skócia[R]       |
| 26. CS | Norvégia        |
| 27. CS | Szerbia         |
| 28. CS | Finnország      |
| 29.    | Bulgária        |
| 30.    | Izrael          |
| 31.    | Magyarország[R] |
| 32.    | Románia[R]      |
| 33.    | Görögország     |
| 34.    | Albánia         |
| 35.    | Montenegró      |
| 36.    | Ciprus          |
| 37.    | Észtország      |
| 38.    | Szlovénia       |
| 39.    | Litvánia        |

| Hely.  | Csapat           |
| ------ | ---------------- |
| 40. CS | Grúzia           |
| 41. CS | Észak-Macedónia  |
| 42. CS | Koszovó          |
| 43. CS | Fehéroroszország |
| 44.    | Luxemburg        |
| 45.    | Örményország     |
| 46.    | Azerbajdzsán[R]  |
| 47.    | Kazahsztán       |
| 48.    | Moldova          |
| 49.    | Gibraltár        |
| 50.    | Feröer           |
| 51.    | Lettország       |
| 52.    | Liechtenstein    |
| 53.    | Andorra          |
| 54.    | Málta            |
| 55.    | San Marino       |

Jegyzetek
- CS NL-csoportgyőztes
- [R] rendező
- pótselejtezőbe jutott
- kijutott az Európa-bajnokságra

## Sorsolás
A pótselejtező sorsolását 2019. november 22-én, 12 órától tartották az UEFA székházában, Nyonban. A sorsolás döntött arról, hogy az ágakra mely, nem csoportgyőztes csapatok kerültek. Négy külön sorsolás döntött a két elődöntő győztese között arról, hogy az ágak döntőit hol játsszák.
A speciális sorsolás miatt a sorsolás menetét  a selejtezők befejezése után véglegesítették. A következő általános elveket alkalmazták, de további feltételeket is jóváhagyhattak, ha bármilyen különleges feltétel fennállt:
- A tornával kapcsolatos ok: annak érdekében, hogy a rendező országok csapatainak legyen lehetőségük kijutni az Eb-re, a rendezők lehetőség szerint külön ágakra kerültek.
- Tiltott párosítások: politikai okok miatt a következő párosítások nem voltak lehetségesek: Örményország és Azerbajdzsán; Gibraltár és Spanyolország; Koszovó és Bosznia-Hercegovina; Koszovó és Szerbia; Ukrajna és Oroszország. Ha nem lehetséges, hogy a csapatok külön ágra kerüljenek (pl. mindkét csapat csoportgyőztes ugyanazon az ágon), akkor a mérkőzés feltételeit külön meghatározták (pl. semleges helyszínen és/vagy zárt kapuk mögött kell lejátszani).
- Lehetséges kiemelés: kiemelés szükséges lehetett, ha a csapatok speciális kombinációi kerültek a pótselejtezőre.

Az alábbi csapatok pótselejtezőre jutottak, az egyik csapatot a C ágra, a C4 pozícióra sorsolták. A többi csapat az A ágra került, a Nemzetek Ligájában elért eredményeik sorrendjében.
- Bulgária
- Izrael
- Magyarország[R]
- Románia[R]

Jegyzetek
- [R] – rendező

A pótselejtező ágai:

| Hely. | Csapat          |
| ----- | --------------- |
| 1.    | Izland          |
| 2.    | Bulgária        |
| 3.    | Magyarország[R] |
| 4.    | Románia[R]      |

| Hely. | Csapat              |
| ----- | ------------------- |
| 1.    | Bosznia-Hercegovina |
| 2.    | Szlovákia           |
| 3.    | Írország            |
| 4.    | Észak-Írország      |

| Hely. | Csapat    |
| ----- | --------- |
| 1.    | Skócia[R] |
| 2.    | Norvégia  |
| 3.    | Szerbia   |
| 4.    | Izrael    |

| Hely. | Csapat           |
| ----- | ---------------- |
| 1.    | Grúzia           |
| 2.    | Észak-Macedónia  |
| 3.    | Koszovó          |
| 4.    | Fehéroroszország |

Jegyzetek
- [R] – rendező

Az alábbi elődöntők győztesei játszhattak otthon hazai pályán a döntőben:
- A ág: 2. elődöntő győztese (Bulgária–Magyarország)
- B ág: 1. elődöntő győztese (Bosznia-Hercegovina–Észak-Írország)
- C ág: 2. elődöntő győztese (Norvégia–Szerbia)
- D ág: 1. elődöntő győztese (Grúzia–Fehéroroszország)

## Naptár
Az elődöntőket 2020. október 8-án, a döntőket 2020. november 12-én játszották.

## A ág

### Ágrajz
|  |                  |              |           |                    |   |              |              |       |
|  | Elődöntők        | Elődöntők    | Elődöntők |                    |   | Döntő        | Döntő        | Döntő |
|  | Elődöntők        | Elődöntők    | Elődöntők |                    |   | Döntő        | Döntő        | Döntő |
|  | 2020. október 8. |              |           |                    |   |              |              |       |
|  |                  |              |           |                    |   |              |              |       |
|  | Bulgária         | Bulgária     | 1         |                    |   |              |              |       |
|  | Bulgária         | Bulgária     | 1         | 2020. november 12. |   |              |              |       |
|  | Magyarország     | Magyarország | 3         |                    |   |              |              |       |
|  | Magyarország     | Magyarország | 3         |                    |   | Magyarország | Magyarország | 2     |
|  | 2020. október 8. |              |           |                    |   | Magyarország | Magyarország | 2     |
|  |                  |              | Izland    | Izland             | 1 |              |              |       |
|  | Izland           | Izland       | Izland    | Izland             | 1 | 2            |              |       |
|  | Izland           | Izland       |           |                    |   |              |              |       |
|  | Románia          | Románia      | 1         |                    |   |              |              |       |
|  | Románia          | Románia      | 1         |                    |   |              |              |       |
|  |                  |              |           |                    |   |              |              |       |

### Összegzés
| Hazai        | Eredmény | Vendég       |
| ------------ | -------- | ------------ |
| Elődöntők    |          |              |
| Izland       | 2–1      | Románia      |
| Bulgária     | 1–3      | Magyarország |
| Döntő        |          |              |
| Magyarország | 2–1      | Izland       |

### Elődöntők
| 2020. október 8. 20:45 (19:45 UTC±0) |

| Izland                | 2–1               | Románia              |
| --------------------- | ----------------- | -------------------- |
| G. Sigurðsson 16' 35' | (2–0) Jegyzőkönyv | Maxim 63' (11-esből) |

| Laugardalsvöllur, Reykjavík Játékvezető: Damir Skomina (szlovén) |

| 2020. október 8. 20:45 (21:45 UTC+2) |

| Bulgária  | 1–3                         | Magyarország                      |
| --------- | --------------------------- | --------------------------------- |
| Jomov 89' | (0–1) Jegyzőkönyv Részletek | Orban 17' Kalmár 47' Nikolics 75' |

| Vaszil Levszki Nemzeti Stadion, Szófia Játékvezető: Szymon Marciniak (lengyel) |

### Döntő
| 2020. november 12. 20:45 |

| Magyarország              | 2–1                         | Izland            |
| ------------------------- | --------------------------- | ----------------- |
| Nego 88' Szoboszlai 90+2' | (0–1) Jegyzőkönyv Részletek | G. Sigurðsson 11' |

| Puskás Aréna, Budapest Játékvezető: Björn Kuipers (holland) |

## B ág

### Ágrajz
|  |                     |                     |                  |                    |   |                |                |       |
|  | Elődöntők           | Elődöntők           | Elődöntők        |                    |   | Döntő          | Döntő          | Döntő |
|  | Elődöntők           | Elődöntők           | Elődöntők        |                    |   | Döntő          | Döntő          | Döntő |
|  | 2020. október 8.    |                     |                  |                    |   |                |                |       |
|  |                     |                     |                  |                    |   |                |                |       |
|  | Bosznia-Hercegovina | Bosznia-Hercegovina | 1 (3)            |                    |   |                |                |       |
|  | Bosznia-Hercegovina | Bosznia-Hercegovina | 1 (3)            | 2020. november 12. |   |                |                |       |
|  | Észak-Írország      | Észak-Írország      | 1 (4)            |                    |   |                |                |       |
|  | Észak-Írország      | Észak-Írország      | 1 (4)            |                    |   | Észak-Írország | Észak-Írország | 1     |
|  | 2020. október 8.    |                     |                  |                    |   | Észak-Írország | Észak-Írország | 1     |
|  |                     |                     | Szlovákia (h.u.) | Szlovákia (h.u.)   | 2 |                |                |       |
|  | Szlovákia           | Szlovákia           | Szlovákia (h.u.) | Szlovákia (h.u.)   | 2 | 0 (4)          |                |       |
|  | Szlovákia           | Szlovákia           |                  |                    |   |                |                |       |
|  | Írország            | Írország            | 0 (2)            |                    |   |                |                |       |
|  | Írország            | Írország            | 0 (2)            |                    |   |                |                |       |
|  |                     |                     |                  |                    |   |                |                |       |

### Összegzés
| Hazai               | Eredmény            | Vendég         |
| ------------------- | ------------------- | -------------- |
| Elődöntők           |                     |                |
| Bosznia-Hercegovina | 1–1 (h.u.) (t. 3–4) | Észak-Írország |
| Szlovákia           | 0–0 (h.u.) (t. 4–2) | Írország       |
| Döntő               |                     |                |
| Észak-Írország      | 1–2 (h.u.)          | Szlovákia      |

### Elődöntők
| 2020. október 8. 20:45 |

| Bosznia-Hercegovina                   | 1–1 (h. u.)                 | Észak-Írország                           |
| ------------------------------------- | --------------------------- | ---------------------------------------- |
| Krunić 14'                            | (1–0, 1–1, 1–1) Jegyzőkönyv | McGinn 53'                               |
| Büntetőpárbaj                         |                             |                                          |
| Pjanić Hajradinović Višća Hotić Džeko | 3–4                         | Dallas Lafferty Saville Washington Boyce |

| Stadion Grbavica, Szarajevó Játékvezető: Antonio Mateu Lahoz (spanyol) |

| 2020. október 8. 20:45 |

| Szlovákia                        | 0–0 (h. u.) | Írország                       |
| -------------------------------- | ----------- | ------------------------------ |
|                                  | Jegyzőkönyv |                                |
| Büntetőpárbaj                    |             |                                |
| Hamšík Hrošovský Haraslín Greguš | 4–2         | Hourihane Brady Browne Doherty |

| Tehelné pole, Pozsony Játékvezető: Clément Turpin (francia) |

### Döntő
| 2020. november 12. 20:45 (19:45 UTC±0) |

| Észak-Írország       | 1–2 (h. u.)                 | Szlovákia            |
| -------------------- | --------------------------- | -------------------- |
| Škriniar 88' (öngól) | (0–1, 1–1, 1–1) Jegyzőkönyv | Kucka 17' Ďuriš 110' |

| Windsor Park, Belfast Játékvezető: Felix Brych (német) |

## C ág

### Ágrajz
|  |                  |           |           |                    |       |         |         |       |
|  | Elődöntők        | Elődöntők | Elődöntők |                    |       | Döntő   | Döntő   | Döntő |
|  | Elődöntők        | Elődöntők | Elődöntők |                    |       | Döntő   | Döntő   | Döntő |
|  | 2020. október 8. |           |           |                    |       |         |         |       |
|  |                  |           |           |                    |       |         |         |       |
|  | Norvégia         | Norvégia  | 1         |                    |       |         |         |       |
|  | Norvégia         | Norvégia  | 1         | 2020. november 12. |       |         |         |       |
|  | Szerbia          | Szerbia   | 2         |                    |       |         |         |       |
|  | Szerbia          | Szerbia   | 2         |                    |       | Szerbia | Szerbia | 1 (4) |
|  | 2020. október 8. |           |           |                    |       | Szerbia | Szerbia | 1 (4) |
|  |                  |           | Skócia    | Skócia             | 1 (5) |         |         |       |
|  | Skócia           | Skócia    | Skócia    | Skócia             | 1 (5) | 0 (5)   |         |       |
|  | Skócia           | Skócia    |           |                    |       |         |         |       |
|  | Izrael           | Izrael    | 0 (3)     |                    |       |         |         |       |
|  | Izrael           | Izrael    | 0 (3)     |                    |       |         |         |       |
|  |                  |           |           |                    |       |         |         |       |

### Összegzés
| Hazai     | Eredmény            | Vendég  |
| --------- | ------------------- | ------- |
| Elődöntők |                     |         |
| Skócia    | 0–0 (h.u.) (t. 5–3) | Izrael  |
| Norvégia  | 1–2 (h.u.)          | Szerbia |
| Döntő     |                     |         |
| Szerbia   | 1–1 (h.u.) (t. 4–5) | Skócia  |

### Elődöntők
| 2020. október 8. 20:45 (19:45 UTC±0) |

| Skócia                                     | 0–0         | Izrael                          |
| ------------------------------------------ | ----------- | ------------------------------- |
|                                            | Jegyzőkönyv |                                 |
| Büntetőpárbaj                              |             |                                 |
| McGinn McGregor McTominay Shankland McLean | 5–3         | Zahavi Bitton Weissman Abu Fani |

| Hampden Park, Glasgow Játékvezető: Ovidiu Hațegan (román) |

| 2020. október 8. 20:45 |

| Norvégia    | 1–2 (h. u.)                 | Szerbia                   |
| ----------- | --------------------------- | ------------------------- |
| Normann 88' | (0–0, 1–1, 1–2) Jegyzőkönyv | Milinković-Savić 82' 102' |

| Ullevaal Stadion, Oslo Játékvezető: Daniele Orsato (olasz) |

### Döntő
| 2020. november 12. 20:45 |

| Szerbia   | 1–1 (h. u.)                 | Skócia       |
| --------- | --------------------------- | ------------ |
| Jović 90' | (0–0, 1–1, 1–1) Jegyzőkönyv | Christie 52' |

| Rajko Mitić Stadion, Belgrád Játékvezető: Antonio Mateu Lahoz (spanyol) |

## D ág

### Ágrajz
|  |                  |                  |                 |                    |   |        |        |       |
|  | Elődöntők        | Elődöntők        | Elődöntők       |                    |   | Döntő  | Döntő  | Döntő |
|  | Elődöntők        | Elődöntők        | Elődöntők       |                    |   | Döntő  | Döntő  | Döntő |
|  | 2020. október 8. |                  |                 |                    |   |        |        |       |
|  |                  |                  |                 |                    |   |        |        |       |
|  | Grúzia           | Grúzia           | 1               |                    |   |        |        |       |
|  | Grúzia           | Grúzia           | 1               | 2020. november 12. |   |        |        |       |
|  | Fehéroroszország | Fehéroroszország | 0               |                    |   |        |        |       |
|  | Fehéroroszország | Fehéroroszország | 0               |                    |   | Grúzia | Grúzia | 0     |
|  | 2020. október 8. |                  |                 |                    |   | Grúzia | Grúzia | 0     |
|  |                  |                  | Észak-Macedónia | Észak-Macedónia    | 1 |        |        |       |
|  | Észak-Macedónia  | Észak-Macedónia  | Észak-Macedónia | Észak-Macedónia    | 1 | 2      |        |       |
|  | Észak-Macedónia  | Észak-Macedónia  |                 |                    |   |        |        |       |
|  | Koszovó          | Koszovó          | 1               |                    |   |        |        |       |
|  | Koszovó          | Koszovó          | 1               |                    |   |        |        |       |
|  |                  |                  |                 |                    |   |        |        |       |

### Összegzés
| Hazai           | Eredmény | Vendég           |
| --------------- | -------- | ---------------- |
| Elődöntők       |          |                  |
| Grúzia          | 1–0      | Fehéroroszország |
| Észak-Macedónia | 2–1      | Koszovó          |
| Döntő           |          |                  |
| Grúzia          | 0–1      | Észak-Macedónia  |

### Elődöntők
| 2020. október 8. 18:00 (20:00 UTC+4) |

| Grúzia                   | 1–0               | Fehéroroszország |
| ------------------------ | ----------------- | ---------------- |
| Okriasvili 7' (11-esből) | (1–0) Jegyzőkönyv |                  |

| Borisz Paicsadze Stadion, Tbiliszi Játékvezető: Cüneyt Çakır (török) |

| 2020. október 8. 20:45 |

| Észak-Macedónia                   | 2–1               | Koszovó         |
| --------------------------------- | ----------------- | --------------- |
| Kololli 16' (öngól) Velkovski 33' | (2–1) Jegyzőkönyv | Hadergjonaj 29' |

| Toše Proeski Arena, Szkopje Játékvezető: Danny Makkelie (holland) |

### Döntő
| 2020. november 12. 18:00 (21:00 UTC+4) |

| Grúzia | 0–1   | Észak-Macedónia |
| ------ | ----- | --------------- |
|        | (0–0) | Pandev 56'      |

| Borisz Paicsadze Stadion, Tbiliszi Játékvezető: Anthony Taylor (angol) |